# Tarata (Tacna)
Tarata es una ciudad peruana, capital del distrito y de la provincia homónimos, ubicada en el departamento de Tacna, a 3083 m s. n. m. Fue fundada el 3 de enero de 1741.

## Demografía
Según el censo de población y vivienda realizado por el INEI en 2007, la ciudad de Tarata tenía 2 882 habitantes.; de los cuales 2577 tienen como idioma nativo al castellano, siendo este el idioma más hablado, seguido por el aimara con 840 hablantes. El grupo de edad predominante son los niños entre 10 y 15 años.

## Historia

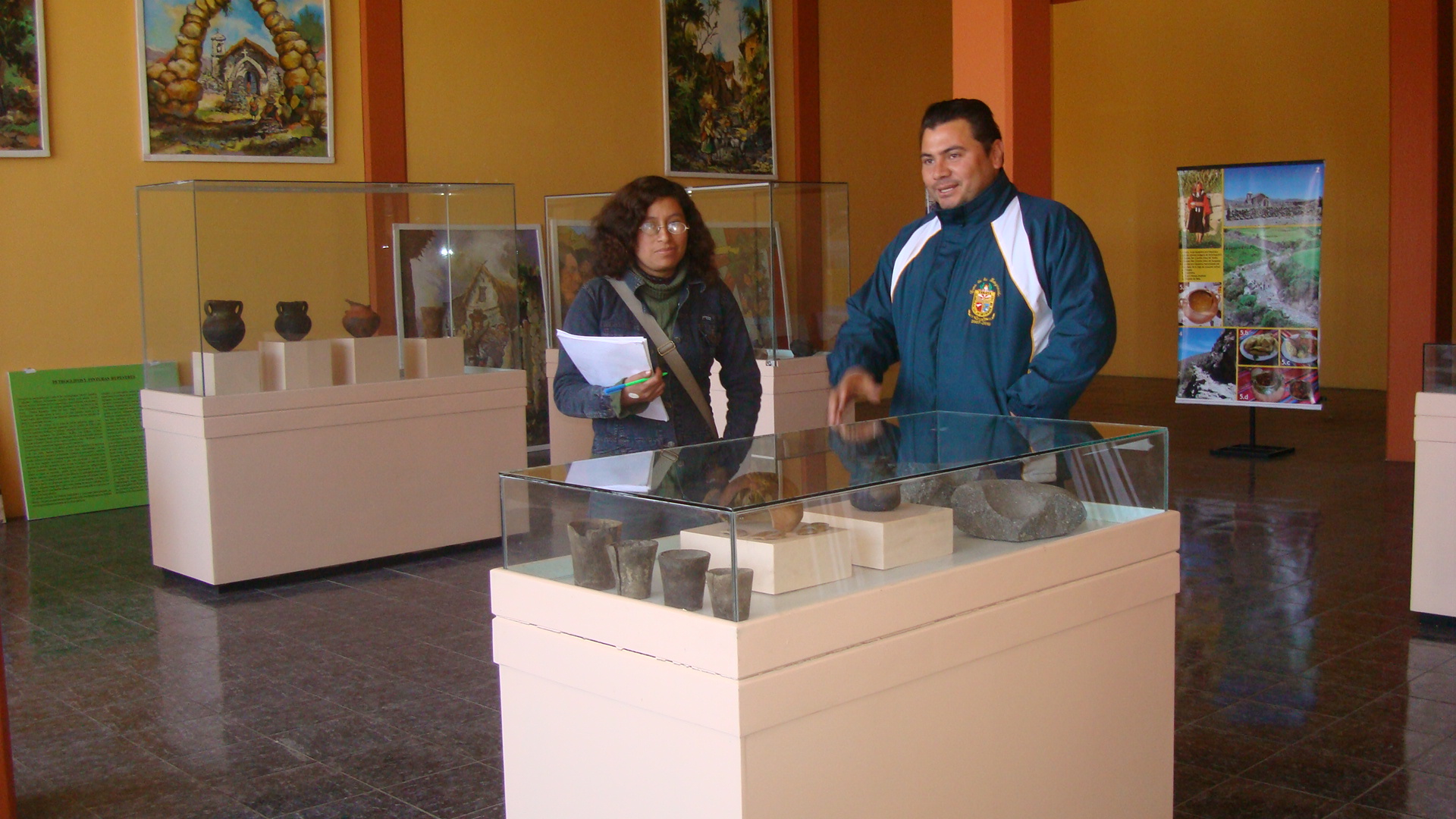
Museo municipal de Tarata.

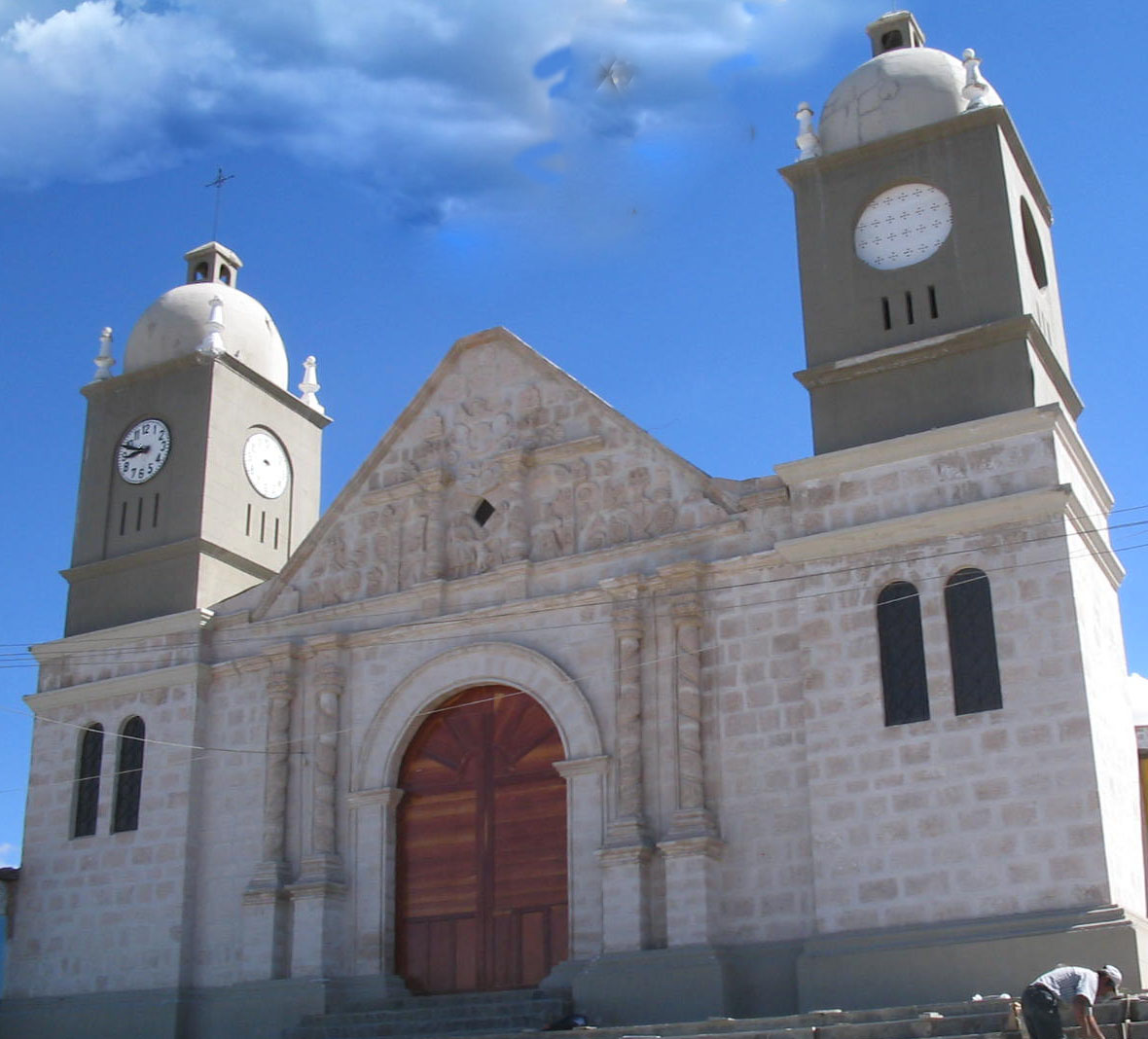
Iglesia de San Benedicto Abad.

Los trabajos del arqueólogo Ravines en la cueva de Karu, muestran un muy temprano poblamiento de Tarata, hacia el 7000 a.c., es decir hace más o menos 9000 años. El estudio del desarrollo cultural regional a lo largo del tiempo es una tarea que la Arqueología tiene aun por desarrollar. No es mucho lo que se conoce del pasado remoto de Tarata. El arqueólogo Ravines halló un asentamiento del Arcaico en el sitio de Kano, en las alturas del distrito de Tarata, no muy lejos de su actual ciudad. Destacan en la provincia de Tarata, para este remoto período los petroglifos y las pinturas rupestres.
En 1611 comenzaron las obras del templo de San Benedicto Abad, patrono de la ciudad de Tarata, iniciándose así el proceso de evangelización de la zona y a su vez el proceso de aculturación de las poblaciones indígenas. El templo fue inaugurada oficialmente el 3 de enero de 1741, el mismo día que se realizó la fundación española de la ciudad.
Hacia 1811, en medio de las revueltas emancipadoras sudamericanas, el cacique Copaja seguido por pobladores tarateños marchan hacia Tacna para apoyar la insurrección de Francisco Antonio de Zela. Ya durante la República, Bolívar decreta en 1824, la creación política del distrito de Tarata. Promulgando décadas más tarde, el presidente don Manuel Pardo, la creación de la provincia de Tarata, el 12 de noviembre de 1874. Señalándose entonces, como sus distritos a Estike, Tarukachi, Tarata, Tikako y Kandarave.
La provincia fue ocupada por el ejército chileno durante la Guerra del Pacífico (1879-1883), y permaneció bajo administración chilena hasta el 1 de septiembre de 1925, durante el gobierno del presidente don Augusto B. Leguía, cuando fue devuelta al Perú debido al laudo de Calvin Coolidge, presidente de los Estados Unidos. Administrativamente, el 22 de diciembre de 1891 se creó la comuna de Tarata, que se mantuvo en vigencia hasta su traspaso a Perú, y que tuvo una municipalidad entre 1894 y el ya mencionado año.

'LUGARES TURÍSTICOS DE LA PROVINCIA DE TARATA.'
Iglesia de San Benedicto
Fue inaugurada en 1741. En este templo se venera a la imagen de San Benito de Abad o San Benedicto, patrón de la provincia de Tarata.
La iglesia está ubicada frente a la plaza principal de la ciudad de Tarata. El ingreso es libre.
Camino Inca Tarata - Santa María

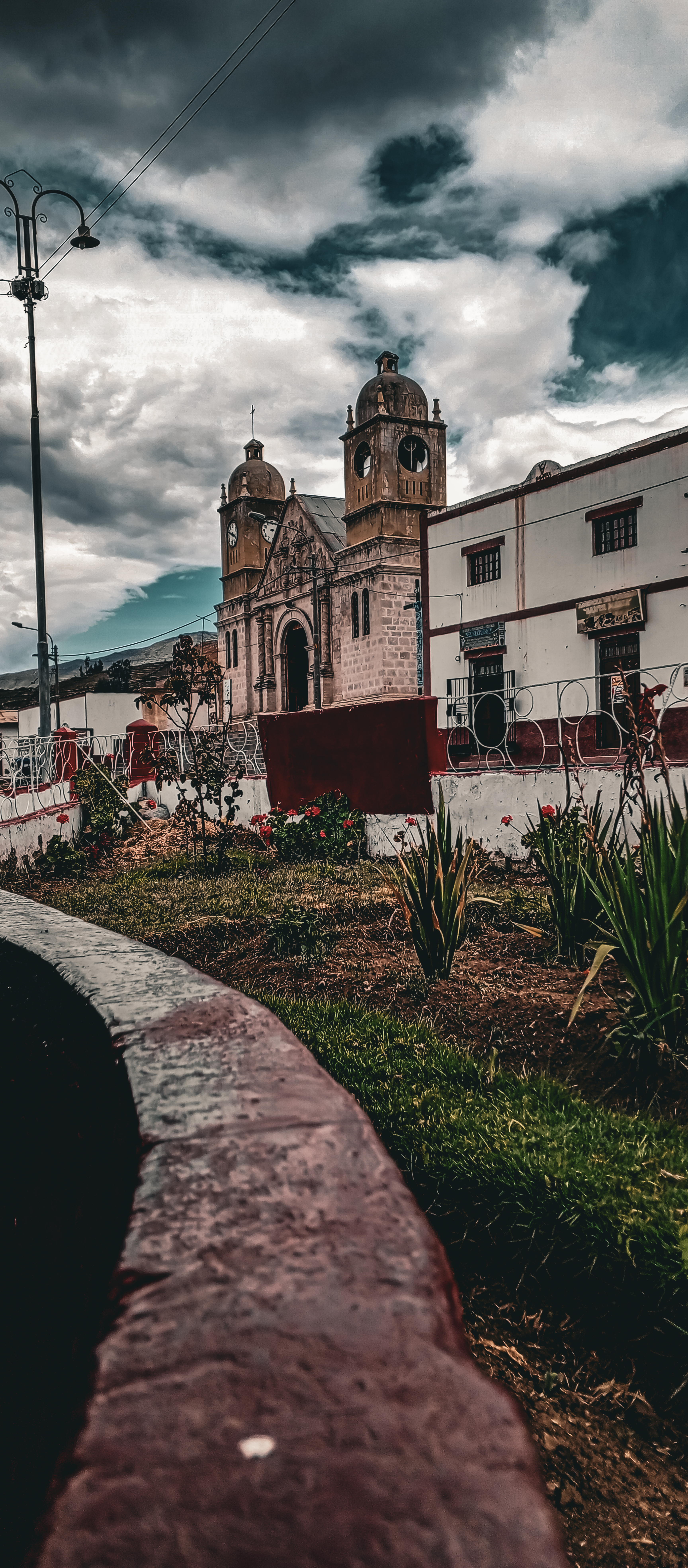
La plaza principal de tarata - Tacna

En esta ruta se puede apreciar las andenerías de Tarata, el sitio arqueológico de Santa María y el de QalaQala.
Está a 15 km del poblado de Tarata, 15 min en auto. El recorrido es libre.
Petroglifos de Anajiri.
Las figuras humanas representadas están generalmente en movimiento. También hay representaciones antropomorfas y zoomorfas de camélidos, aves de rapiña en vuelo y diseños geométricos.
Está a 10 min de Tarata, en dirección a Tacna. En el camino hay una señalética que indica cómo llegar. Se recomienda coordinar la visita con una agencia de viajes y/o transporte privado.

## Clima
| Parámetros climáticos promedio de Tarata | Parámetros climáticos promedio de Tarata | Parámetros climáticos promedio de Tarata | Parámetros climáticos promedio de Tarata | Parámetros climáticos promedio de Tarata | Parámetros climáticos promedio de Tarata | Parámetros climáticos promedio de Tarata | Parámetros climáticos promedio de Tarata | Parámetros climáticos promedio de Tarata | Parámetros climáticos promedio de Tarata | Parámetros climáticos promedio de Tarata | Parámetros climáticos promedio de Tarata | Parámetros climáticos promedio de Tarata | Parámetros climáticos promedio de Tarata |
| Mes                                      | Ene.                                     | Feb.                                     | Mar.                                     | Abr.                                     | May.                                     | Jun.                                     | Jul.                                     | Ago.                                     | Sep.                                     | Oct.                                     | Nov.                                     | Dic.                                     | Anual                                    |
| ---------------------------------------- | ---------------------------------------- | ---------------------------------------- | ---------------------------------------- | ---------------------------------------- | ---------------------------------------- | ---------------------------------------- | ---------------------------------------- | ---------------------------------------- | ---------------------------------------- | ---------------------------------------- | ---------------------------------------- | ---------------------------------------- | ---------------------------------------- |
| Temp. máx. media (°C)                    | 20.9                                     | 20.7                                     | 20.5                                     | 20.2                                     | 18.8                                     | 17.7                                     | 17.3                                     | 18.2                                     | 19.3                                     | 20.5                                     | 21.4                                     | 21.5                                     | 19.8                                     |
| Temp. media (°C)                         | 13.7                                     | 13.6                                     | 13.1                                     | 12.1                                     | 10.3                                     | 8.8                                      | 8.5                                      | 9.4                                      | 11                                       | 12.1                                     | 13.3                                     | 13.6                                     | 11.6                                     |
| Temp. mín. media (°C)                    | 6.5                                      | 6.6                                      | 5.8                                      | 4.1                                      | 1.9                                      | 0                                        | -0.2                                     | 0.6                                      | 2.7                                      | 3.7                                      | 5.2                                      | 5.8                                      | 3.6                                      |
| Fuente: climate-data.org                 |                                          |                                          |                                          |                                          |                                          |                                          |                                          |                                          |                                          |                                          |                                          |                                          |                                          |